# 長身鮋
長身鮋（学名：Scorpaena elongata），為輻鰭魚綱鮋形目鮋亞目鮋科的其中一種，為亞熱帶海水魚，分布於東大西洋地中海、摩洛哥至納米比亞北部海域，棲息深度75-800公尺，體長可達50公分，棲息在岩石底質底層水域，以魚類、蝦子等為食，生活習性不明。
其种加词“elongata”意为“长的”。